# Eyebrow flash
Eyebrow flash är ett hälsningsbeteende som signalerar en inbjudan till interaktion. Ansiktsuttrycket består av två gester som utförs samtidigt: en liten bakåtnickning och en ögonbrynshöjning. Signalen är utspridd i många kulturer, och är universell för kommunikation mellan individer ur undersläktet moderna människor. Ansiktsuttrycket kan relateras till motsvarande signaler hos andra primater.